# Petros Papagiannis
Petros Papagiannis (griechisch Πέτρος Παπαγιάννης, * 6. April 2005) ist ein griechischer Sprinter und Hürdenläufer, der sich auf die 400-Meter-Distanz spezialisiert hat.

## Sportliche Laufbahn
Erste internationale Erfahrungen sammelte Petros Papagiannis im Jahr 2023, als er bei den U20-Europameisterschaften in Jerusalem mit 52,86 s in der ersten Runde im 400-Meter-Hürdenlauf ausschied und über 200 Meter im Vorlauf nicht ins Ziel kam. 2025 schied er bei den U23-Europameisterschaften in Bergen mit 52,05 s in der Vorrunde über 400 m Hürden aus, ehe er bei den Balkan-Meisterschaften in Volos in 51,04 s den fünften Platz belegte und mit der griechischen Mixed-Staffel über 4-mal 400 Meter in 3:24,86 min die Silbermedaille hinter dem türkischen Team gewann.  
2023 wurde Papagiannis griechischer Meister im 400-Meter-Lauf im Freien und in der Halle.

## Persönliche Bestzeiten
- 400 Meter: 47,65 s, 8. Juli 2023 in Volos
  - 400 Meter (Halle): 48,91 s, 18. Februar 2023 in Piräus
- 400 Meter Hürdenlauf: 51,03 s, 26. Juli 2025 in Volos